# Замостье (Петриковский район)
Замостье (бел. Замосце) — деревня в Комаровичском сельсовете Петриковского района Гомельской области Беларуси.
Кругом лес.

## География

### Расположение
В 61 км на север от Петрикова, 48 км от железнодорожной станции Муляровка (на линии Лунинец — Калинковичи), 215 км от Гомеля.

## Транспортная сеть
Транспортные связи по просёлочной, затем автомобильной дороге Комаровичи — Копаткевичи. Планировка состоит из прямолинейной меридиональной улицы, застроенной двусторонне, неплотно деревянными усадьбами.

## История
Основана в начале XX века переселенцами из соседних деревень. В 1917 году в Комаровичской волости Мозырского уезда Минской губернии. В 1923 году открыта школа, для которой в том же году жители за свои средства построили здание. В 1931 году организован колхоз. Во время Великой Отечественной войны 20 жителей погибли на фронте. Согласно переписи 1959 года в составе совхоза «Комаровичи» (центр — деревня Комаровичи).

## Население

### Численность
- 2004 год — 8 хозяйств, 8 жителей.

### Динамика
- 1917 год — 190 жителей.
- 1921 год — 34 двора, 219 жителей.
- 1959 год — 162 жителя (согласно переписи).
- 2004 год — 8 хозяйств, 8 жителей.